# Denis Lacorne
Denis Lacorne, né en 1945, est un politologue français. Il est directeur de recherche émérite au Centre de recherches internationales (CERI, Sciences Po).
Spécialiste des États-Unis, ses recherches portent sur les élections américaines, la construction des identités nationales, le multiculturalisme, les politiques de tolérance et de laïcité dans une perspective comparée.

## Biographie

### Jeunesse et études
Denis Lacorne est diplômé de l'Institut d'études politiques de Paris en 1967. Il est détenteur d'une maîtrise de relations internationales (M.A.), d'une maîtrise de science politique (M.Ph.) et d'un doctorat de science politique de l'université Yale (Yale Ph.D., 1976).

### Parcours professionnel
Il est chercheur permanent au CERI depuis 1982, puis directeur de recherche émérite. Il a enseigné à l'École des Affaires Internationales de Sciences Po (Paris) où il dirigeait un programme de master.
Il a été chercheur invité dans plusieurs universités, notamment au Remarque Institute de l'université de New York en 2003-2004, à l'Institute for Religion, Culture and Public Life de l'université Columbia, à l'université Waseda de Tokyo, au Stanford Humanities Center et au Bill Lane Center for the American West de l'université Stanford en 2012-2013,.
Il est l'auteur de nombreux ouvrages sur différents aspects de la société américaine, notamment les élections et les questions liées à la religion et à la tolérance. Il propose régulièrement des tribunes sur ces questions dans le Monde.

## Publications
- Les Notables rouges. La construction municipale de l'union de la Gauche. Paris, Presses de la Fondation nationale des sciences politiques, 1980,  (ISBN 2-7246-0438-5)[7],[8]
- L’Amérique dans les têtes, (avec Jacques Rupnik et Marie-France Toinet, dir.), Paris, Hachette, 1986,  (ISBN 2-01-011409-4)
- De l’arme économique, (avec C. Lachaux et C. Lamoureux), Paris, Fondation pour les Études de Défense Nationale, Coll. Les 7 épées, 1987,  (ISBN 2-85789-068-0)
- Le Libéralisme à l’américaine. L'État et le marché, (avec M.-F. Toinet et H. Kempf), Paris, Economica, 1989,  (ISBN 2-7178-1656-9)
- L’Invention de la République américaine, Paris, Hachette-Pluriel, 2008, 2e édition  (ISBN 978-2-01-279462-7)[9]
- (dir.) La Politique de Babel. Du monolinguisme d'État au plurilinguisme des peuples, avec Tony Judt, Paris, Éditions Karthala, coll. Recherches internationales, 2002,  (ISBN 2-84586-240-7)[10]
- La Crise de l’identité américaine, Paris, Gallimard, 2003, coll. « Tel Poche »,éd. revue et augmentée,  (ISBN 2-07-076909-7). Prix "France/Amérique"; éd. italienne: La Crisi dell'identita americana, Rome, editori Riuniti, 1999.
- Les États-Unis, (dir.), Paris, Fayard, 2006,  (ISBN 2-213-62672-3)
- De la religion en Amérique. Essai d'histoire politique, Gallimard, 2007,  (ISBN 2-07-073526-5) . Prix du Sénat du livre d'histoire 2008, édition révisée et augmentée, Paris, Gallimard, coll. « Folio essais », 2012  (ISBN 978-2-07-044924-8)[11],[12]
- La Présidence impériale de Franklin D. Roosevelt à George W. Bush, (avec Justin Vaïsse, dir.), Paris, Odile Jacob, 2007 (édition bilingue),  (ISBN 978-2-7381-2028-1)
- (co-dir) Les Politiques de la diversité. Expériences anglaise et américaine, avec Emmanuelle Le Texier et Olivier Estèves, Presses de Sciences Po, 2010.
- (co-dir.) La Diplomatie au défi des religions. Tensions, guerres, médiations, Paris, Odile Jacob, 2014, avec Justin Vaïsse et Jean-Paul Willaime, (ISBN 978-2-7381-3190-4)[13]
- Les Frontières de la tolérance, Paris, Gallimard, 2016.  (ISBN 978-2-07-013024-5), prix Montyon de l'Académie française[14],[15],[16].
- (co-dir.) Les Politiques du blasphème, Paris, Karthala, 2018, avec Amandine Barb,  (ISBN 978-2-8111-2532-5).
- Tous milliardaires ! Le rêve français de la Silicon Valley, Paris, Fayard, 2019  (ISBN 978-2-213-68558-8)[17],[18],[19].
- De la race en Amérique, Paris, Gallimard, coll. "L'esprit de la cité", 2025  (ISBN 978-2-07-274511-9)[20],[21],[22]

### En anglais
- The Rise and Fall of Anti-Americanism. A Century of French Perception, (avec Jacques Rupnik et Marie-France Toinet, dir.), New York, St Martin's, 1990,  (ISBN 0-333-49025-8)
- Language, Nation and State. Identity Politics in a Multilingual Age (avec Tony Judt, dir.), New York, Palgrave, 2004, (traduction anglaise de La Politique de Babel),  (ISBN 1-4039-6393-2)
- With Us or Against Us. Essays on Global Anti-Americanism (avec Tony Judt, dir.), New York, Palgrave, 2005,  (ISBN 1-4039-6951-5)
- Religion in America. A Political History, New York, Columbia University Press, 2014 (second (paperback) edition with a postcript)  (ISBN 978-0-231-15100-9)[23],[24]
- The Limits of Tolerance. Enlightenment Values and Religious Fanaticism, New York, Columbia University Press, 2019,  (ISBN 9780231187145), 2023 paperback edition  (ISBN 9780231187152)[25]

### En espagnol
- Una democracia frágil: religión, laicidad y clases sociales en los Estados Unidos (avec Juan-Cristóbal Cruz Revueltas), Madrid, Marcial Pons, 2017  (ISBN 978-84-9123-272-8)

### En Grec
- Τα όρια της ανεκτικότητας – Οι αξίες του Διαφωτισμού και ο φανατισμός, Crete University Press, 2021,  (ISBN 9789605246464), traduction grecque de The Limits of Tolerance.

## Chapitres de livre et articles récents
- "Des usages de la tolérance: l'Occident et l'Orient entre civilisation et barbarie", in Régis Debray, Henry Laurens et Jalila Sbaï (dir.), Civilisations, Paris Gallimard, 2022,  (ISBN 978-2-07-298032-9)